# SJM홀딩스
주식회사 SJM홀딩스(영어: SJM Holdings)는 대한민국의 기업 집단으로, 본사는 경기도 안산시 단원구 별망로459번길 20 (목내동)에 있다.